# Ginnastica ai Giochi della XXIX Olimpiade - Corpo libero maschile
La finale del corpo libero maschile si è svolta allo Stadio Coperto Nazionale di Pechino il 17 agosto, con inizio alle ore 18:00.

## Finale
| Pos. | Ginnasta                     | Punteggio di partenza | Punteggio della giuria | Penalità | Totale |
| ---- | ---------------------------- | --------------------- | ---------------------- | -------- | ------ |
|      | Zou Kai ( Cina)              | 6,700                 | 9,350                  | -        | 16,050 |
|      | Gervasio Deffer ( Spagna)    | 6,500                 | 9,275                  | -        | 15,775 |
|      | Anton Golocuckov ( Russia)   | 6,500                 | 9,225                  | -        | 15,725 |
| 4    | Fabian Hambüchen ( Germania) | 6,500                 | 9,150                  | -        | 15,650 |
| 5    | Kōhei Uchimura ( Giappone)   | 6,300                 | 9,275                  | -        | 15,575 |
| 6    | Diego Hypólito ( Brasile)    | 6,700                 | 8,500                  | -        | 15,200 |
| 7    | Marian Drăgulescu ( Romania) | 6,500                 | 8,350                  | -        | 14,850 |
| 8    | Alexandr Shatilov ( Israele) | 6,600                 | 7,925                  | 0,400    | 14,125 |